# العلمانية الجزئية والعلمانية الشاملة (كتاب)
العلمانية الجزئية والعلمانية الشاملة هو عنوان كتاب من تأليف د. عبد الوهاب المسيرى. الكتاب صدر في طبعتين عن دار الشروق القاهرة 2002 في جزئين، الجزء الأول يتناول الجانب النظري بينما يتناول الثاني الجانب التطبيقي.
وفي بداية الكتاب ينبه المسيرى إلى إغفال الموسوعة البريطانية والمتاح من المراجع الأجنبية تناول العلمانية الشاملة واقتصارها على دراسة العلمانية الجزئية والتي نفهم من المسيرى أنها في - الجانب السياسي لها- هي فصل الدين عن الدولة وفي جانبها العلمي هي الاحتكام إلى قواعد العلم الحديث ووفق ما هو مرأى لنا في هذا العالم الذي نعيشه ومن هنا تسمى (العالمانية).
بينما يفسر العلمانية الشاملة بأنكار المعانى الإنسانية وينحت لنا المسيرى هنا مصطلحات ذات دلالات تفسيرية منها (التشيؤ) أي تحويل الإنسان إلى مجرد شيء. مثل ما حدث من إبادة للهنود الحمر وما فعله هتلر من عمليات إبادة ضد الساميين. فهنا تعامل هؤلاء مع الإنسان كشئ غير مرغوب فيه ومطلوب التخلص منه.
ومن أهم الأمثلة إبادة هتلر للمرضى والزمنى باعتبار أنهم يأكلون ولا ينتجون (useless eaters).

## تقديم دار النشر
يتناول الكتاب بالتحليل مصطلح العلمانية والفرق بين العلمانية الجزئية والعلمانية الشاملة، وتتكون هذه الدراسة من مجلدين يغطي أولهما الأبعاد النظرية لاشكالية العلمانية والتعريفات السائدة بالفعل لكل من مصطلح ومفهوم العلمانية وأسباب ظهورها في المجتمعات الغربية والأسباب التي تؤدي إلى انتشارها في معظم المجتمعات الحديثة، وتنتقل الدراسة في المجلد الثاني من النظرية إلى التطبيق أي إلى عمليات العلمنة الشاملة.

## نقد
- الدراسة جديرة بأن يهتمّ بها المتخصصون في دراسة المذاهب الفكرية وتطوراتها.
- لو أضاف المؤلف إليها توثيق المادة المطروحة والتخفف من التوسع في اشتقاق الألفاظ وسَكّ المصطلحات وتجنب الاستطراد والتكرار لكان الكتاب موسوعة عن الفكر العلماني المادي المعاصر.
- نظر المؤلف إلى العلمانية نظرة شمولية تحليلية مبرِزًا أُطُرها النظرية وتجلياتها العملية في إطار نظرة المفكر الفيلسوف الذي لا يقنع بالظاهر بل يتوغل في العلل البعيدة للأشياء مستكشفا بعدها الكلي والنهائي.[2]

## وصلات خارجية
- تقديم للكتاب وتعليقات - موقع Goodreads